# Birimdik

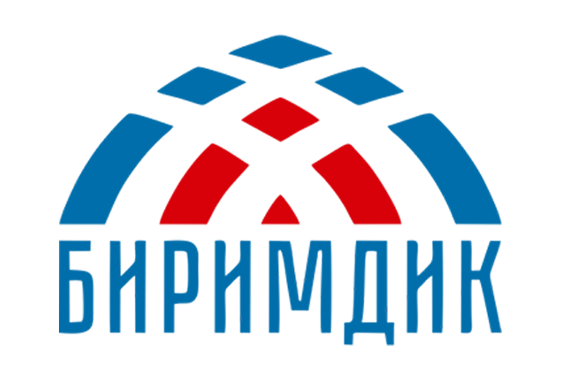
Logo der Partei

Birimdik (deutsch: Einheit) ist eine politische Partei in Kirgisistan, die unter anderem für einen demokratischen Sozialismus und eine stärkere Zusammenarbeit zwischen den Staaten Eurasiens steht. 

## Geschichte
Eine erste Partei mit dem Namen Birimdik wurde im Januar 2004 während der Präsidentschaft von Askar Akajew vom ehemaligen kirgisischen Premierminister Amangeldy Muralijew gegründet und galt insgesamt als regierungstreu. Nach der Tulpenrevolution im März 2005 und dem Sturz Akajews kamen die Parteiaktivitäten weitestgehend zum Erliegen. Bei der Parlamentswahl in Kirgisistan 2010 war Birimdik Teil des Wahlbündnisses der Partei Ar-Namys, der Partei des ehemaligen Premierministers Felix Kulow. Die politische Bedeutung der Partei war zu dieser Zeit allerdings bereits gering, zur Parlamentswahl 2015 trat die Partei nicht an.
Eine Wiederbelebung erlebte Birimdik erst im Zuge der internen Machtkämpfe in der regierenden Sozialdemokratischen Partei Kirgisistans (SDPK), die sich in Anhänger des amtierenden Präsidenten Sooronbai Dscheenbekow und seines Vorgängers Almasbek Atambajew spaltete. Der ehemalige SDPK-Abgeordnete Marat Amankulow verließ im Jahr 2019 auf Grund dieser Spaltung die SDPK und trieb die erneute Registrierung der Partei Birimdik voran. Nachdem diese gelungen war, entwickelte sich Birimdik schnell zu einer bedeutenden politischen Kraft in Kirgisistan, da zahlreiche prominente Politiker und Abgeordnete aus der SDPK zu Birimdik wechselten. Die inhaltliche Aufstellung der jungen Partei blieb in diesem Prozess wenig konkret. Insgesamt ist die Partei sozialistisch ausgerichtet und bedient die Sowjet-Nostalgie, die in Teilen der kirgisischen Bevölkerung vorhanden ist, betont dabei aber gleichzeitig den Wert nationaler Traditionen.
Bei einem Parteitag am 19. August 2020 wurde die Wahlliste der Partei für die kommende Parlamentswahl in Kirgisistan 2020 aufgestellt, wobei zahlreiche ehemalige Angehörige der SDPK berücksichtigt wurden, darunter der Bruder des damaligen Präsidenten, Assylbek Dscheenbekow. Auf dem ersten Listenplatz wird Akylbek Dschamankulow, der Vorsitzende eines großen Unternehmens im Bereich Telekommunikation in Kirgisistan, geführt. Da die Partei sich durch die Schwäche der SDPK als Nachfolger der Regierungspartei präsentieren könnte, sehen Beobachter sie als eine der favorisierten Parteien für die anstehenden Parlamentswahlen.